# Шушеначев Артур Гаврилович
Артур Гаврилович Шушеначев (каз. Артур Гаврилович Шушеначев; 7 квітня 1998) — казахський футболіст, нападник клубу «Сочі».

## Клубна кар'єра
Вихованець клубу «Тараз» у якому Шушеначев перебував до літа 2017 року. 
Влітку 2017 нападник перейшов до команди «Кайрат» (Алмати) у складі якої дебютував 26 серпня у виїзній грі проти «Атирау» вийшовши на заміну на 88-й хвилині. З 2017 по 2019 захищав кольори фарм-клубу «Кайрат-Жастар».
3 лютого 2020 року він продовжив контракт з «Кайратом» до кінця сезону 2022 року.
6 лютого 2024 року Артур уклав трирічний контракт з ізраїльським клубом «Хапоель» (Беер-Шева). З вересня 2024 на правах оренди виступає за російський клуб «Сочі».

## Виступи за збірні
Шушеначев відіграв по кілька матчів у складі юнацької збірної Казахстану U-19 та молодіжної збірної Казахстану.
1 вересня 2021 року дебютував у національній команді у кваліфікаційному матчі ЧС-2022 проти збірної України.

## Досягнення
Кайрат
- Прем'єр-ліга: 2020
- Кубок Казахстану: 2021[5]